# Petralona (stacja metra)
Petralona – stacja metra ateńskiego na linii 1.